# Heidelberger Symposium
Das Heidelberger Symposium ist eine seit 1989 alljährlich stattfindende, dreitägige interdisziplinäre Veranstaltung an der Ruprecht-Karls-Universität Heidelberg zu Themen von hoher gesellschaftlicher Relevanz. Es wird vom Heidelberger Club für Wirtschaft und Kultur e.V., einer gemeinnützigen studentischen Initiative, ausgerichtet.
Das Zentrum des Symposiums bildet das auf dem Heidelberger Universitätsplatz aufgestellte Festzelt, das Raum für den Aufenthalt von Teilnehmern und Referenten zwischen den einzelnen Veranstaltungen bietet. Diese finden in den Räumen der Universität Heidelberg statt. Neben Vorträgen und Podiumsdiskussionen werden einzelne Aspekte des Themas in kleinen Kolloquien ausführlich diskutiert. Ziel der Symposien ist es einerseits, das jeweilige Thema aus möglichst vielen unterschiedlichen Blickwinkeln zu beleuchten, weshalb Experten aus verschiedenen Bereichen wie Wissenschaft, Politik, Wirtschaft und Kultur eingeladen sind, und andererseits, einen Austausch zwischen den Experten und den Teilnehmern zu schaffen. Die bis zu 1200 Teilnehmer bestehen zu einem großen Teil aus Studenten, daneben jedoch auch aus interessierten Mitgliedern anderer Altersgruppen.

„Die vom Heidelberger Club für Wirtschaft und Kultur organisierten jährlich stattfindenden Symposien sind thematisch sehr anspruchsvoll und haben nicht zuletzt dank der prominenten Referenten, die zu gewinnen ihnen bislang immer gelungen ist, weit über studentische Kreise hinaus große Beachtung gefunden.“

## Heidelberger Club für Wirtschaft und Kultur e. V.
Diese gemeinnützige und unabhängige Organisation wurde 1988 als Studenteninitiative an der Universität Heidelberg zum Zwecke des interdisziplinären Austauschs gegründet. Die Aktivität des Clubs besteht ausschließlich in der alljährlichen Ausrichtung des Symposiums. Das Symposium wird in jedem Jahr von einem neuen Organisationsteam vorbereitet und ausgerichtet, das aus Studenten aller Fachrichtungen gebildet wird. Das Organisatorenteam entscheidet dabei eigenverantwortlich über Thema und Ausgestaltung und wird vom Vorstand und Beirat des Clubs unterstützt und beraten. Nach dem Symposium werden die Organisatoren Mitglieder des Trägervereins.

## Symposien

### 35. Heidelberger Symposium (2024)
Das 35. Heidelberger Symposium fand vom 23. bis 25. Mai 2024 unter dem Thema „AufBruch“ auf dem Heidelberger Universitätsplatz und in der Neuen Universität statt. An der Eröffnungsveranstaltung nahmen unter anderem der Arzt und Wissenschaftsjournalist Eckart von Hirschhausen sowie die Rektorin der Universität Heidelberg Frauke Melchior teil. Referierende waren unter anderem:
- Damian Boeselager, MdEP (Mitbegründer von Volt Europa und Europawahl-Spitzenkandidat für Volt Deutschland)
- Tessa Ganserer, MdB (Bundestagsabgeordnete für Bündnis 90/Die Grünen)
- Carolin Klingsporn (Vorsitzende von Liquid Democracy e.V.)
- Stephan J. Kramer (Verfassungsschutzpräsident des Landes Thüringen)
- Georg Mascolo (Journalist, Publizist und ehemaliger SPIEGEL-Chefredakteur)
- Thomas Söding (Vizepräsident des Zentralkomitees der deutschen Katholiken und des Synodalen Wegs)
- Konstantin von Notz, MdB (Vorsitzender des Parlamentarischen Kontrollgremiums)
- Andrea Wechsler (Spitzenkandidatin der CDU Baden-Württemberg für die Europawahl)

### 34. Heidelberger Symposium (2023)
Das 34. Heidelberger Symposium fand vom 11. bis 13. Mai 2023 unter dem Thema „zeit.los“ auf dem Heidelberger Universitätsplatz und in der Neuen Universität statt. Die Schirmherrschaft trug der ehemalige Chef des Bundeskanzleramtes Helge Braun. Eröffnungsredner war der Science-Fiction-Schriftsteller Andreas Eschbach. Referierende waren unter anderem:
- Anna Engelke (Moderatorin des NDR-Info-Podcasts „Streitkräfte und Strategien“)
- Phoebe Gaa (Leiterin des ZDF-Studios in Moskau, Russland)
- Laura Kreidberg (Direktorin am Max-Planck-Institut für Astronomie in Heidelberg)
- Vera Regitz-Zagrosek (Mitbegründerin der Gendermedizin in Deutschland)
- Wilfried Rosendahl (Mumienforscher und Generaldirektor der Reiss-Engelhorn-Museen in Mannheim)
- Ina Ruck (Leiterin des ARD-Studios in Moskau, Russland)
- André Wüstner (Vorsitzender des Deutschen BundeswehrVerbandes e.V.)

### 33. Heidelberger Symposium (2022)
Das 33. Heidelberger Symposium fand vom 19. bis 21. Mai 2022 unter dem Thema „überLeben“ auf dem Heidelberger Universitätsplatz und in der Neuen Universität statt. Die Schirmherrschaft trug der Europaabgeordnete Erik Marquardt. Referierende waren unter anderem:
- Jonas Andrulis (Gründer und Geschäftsführer des Heidelberger KI-Unternehmens Aleph Alpha)
- Christel Bienstein (Präsidentin des Deutschen Berufsverbandes für Pflegeberufe e.V.)
- Isabella Eckerle (Direktorin des Genfer Zentrums für neuartige Viruserkrankungen)
- Olaya Argüeso Pérez (Chefredakteurin des investigativen Recherchezentrums CORRECTIV)
- Thomas Schäfer (ehemaliger deutscher Botschafter in Nordkorea)
- Jan Haft (Autor, Regisseur, Kameramann und Produzent)
- Ute Gerhardt (Soziologin und Juristin)

### 32. Heidelberger Symposium (2021)
Das Heidelberger Symposium war zunächst für das Jahr 2020 geplant. Im Rahmen der COVID-19-Pandemie wurde es auf das Jahr 2021 verschoben und Online zum Thema „Unruhe bewahren“ abgehalten. Die Schirmherrschaft trug der Jurist Ulf Buermeyer. Referierende waren unter anderem:
- Susanne Baer (Bundesverfassungsrichterin)
- Katja Gentinetta (Philosophin)
- Philipp F. Kölmel (Komponist)
- Sandra Norak (Aktivistin)

### 31. Heidelberger Symposium (2019)
Das 31. Heidelberger Symposium mit dem Thema „von Welten“ fand vom 23. bis 25. Mai 2019 im Innenhof der Neuen Universität statt. Die Schirmherrschaft trug in diesem Jahr der Linguist und amerikanische Intellektuelle Noam Chomsky. Es kamen etwa 1.000 Teilnehmer. Referierende waren unter anderem:
- Jost Kobusch (Solo-Extrembergsteiger)
- Michael Hartmann
- Matthias Quent (Rechtsextremismusforscher)
- Franziska Brantner (Europapolitische Sprecherin von Bündnis 90/Die Grünen)
- Noam Chomsky (Linguistiker) per Video zugeschaltet

### 30. Heidelberger Symposium (2018)
Das 30. Heidelberger Symposium mit dem Thema „Gleichgewicht“ fand vom 24. bis 26. Mai 2018 auf dem Heidelberger Uniplatz statt. Die Schirmherrschaft trug in diesem Jahr Federica Mogherini. Es nahmen teil:
- Jürgen Trittin (ehemaliger Bundesminister für Umwelt, MdB)
- Thomas Fischer (Richter am Bundesgerichtshof a. D.)
- Christoph Butterwegge (Politikwissenschaftler, Armutsforscher)

### 29. Heidelberger Symposium (2017)
Das 29. Heidelberger Symposium mit dem Thema „verAntworten“ fand vom 11. bis 13. Mai 2017 auf dem Heidelberger Uniplatz statt. Die Schirmherrschaft trug Winfried Kretschmann. Es nahmen teil:
- Christian Wulff (Bundespräsident a. D.)
- Paul Kirchhof (Richter des Bundesverfassungsgerichts a. D.)
- Jan Wörner (Generaldirektor der ESA)

### 28. Heidelberger Symposium (2016)
Das 28. Heidelberger Symposium mit dem Thema „AnTriebe“ fand vom 19. bis 21. Mai 2016 auf dem Heidelberger Uniplatz statt. Die Schirmherrschaft trug Gregor Gysi. Es nahmen teil:
- Nikolaus Blome (Journalist und Autor unter anderem für die Bild)
- Gerhard Strate (Rechtsanwalt und Strafverteidiger)

### 27. Heidelberger Symposium (2015)
Das 27. Heidelberger Symposium mit dem Thema „zurZeit“ fand vom 7. bis 9. Mai 2015 auf dem Heidelberger Uniplatz statt. Die Schirmherrschaft übernahm Ursula von der Leyen. Es nahmen teil:
- Bahman Nirumand (Autor)
- Dirk Müller (Börsenmakler)
- Michael Theurer, MdEP
- Nikolaus Brender (Journalist)

### 26. Heidelberger Symposium (2014)
Das 26. Heidelberger Symposium mit dem Thema „Grenzen(los)“ fand vom 8. bis 10. Mai 2014 auf dem Heidelberger Uniplatz statt. Die Schirmherrschaft trug Frank Plasberg.
Ein mit 750 Zuschauern wieder gut besuchtes Symposium zeigte unter anderem:
| - Ernst Uhrlau (ehem. Präsident des Bundesnachrichtendienstes) - Jörg Armbruster (Journalist) - Ernst Messerschmid (Astronaut und ehem. Leiter des Europäischen Astronautenzentrums) - Paul Kirchhof (Rechtswissenschaftler und ehemaliger Bundesverfassungsrichter) - Dag Baehr (Brigadegeneral) |

### 25. Heidelberger Symposium (2013)
Das 25. Heidelberger Symposium mit dem Thema „überMacht“ fand vom 2. bis 4. Mai 2013 auf dem Heidelberger Uniplatz statt. Die Schirmherrschaft trugen Winfried Kretschmann, Ministerpräsident Baden-Württembergs, und Jean-Claude Juncker, ehemaliger Premierminister von Luxemburg.
Teilgenommen haben neben den 700 Zuschauern unter anderem:
| - Klaus Fiedler (Professor für Sozialpsychologie an der Universität Heidelberg und Träger des Leibnizpreises) - Heiner Flassbeck (Wirtschaftswissenschaftler, ehemaliger Staatssekretär im Bundesministerium der Finanzen (unter Oskar Lafontaine)) - Hans-Jürgen Papier (Staatsrechtswissenschaftler und ehemaliger Präsident des Bundesverfassungsgerichts) - John Kornblum (Diplomat) |

### 24. Heidelberger Symposium (2012)
Das 24. Heidelberger Symposium mit dem Thema „Mut zur Mora“ fand vom 3. bis zum 5. Mai 2012 auf dem Heidelberger Uniplatz statt. Die Schirmherrschaft trug Ulrich Wickert.
Ca. 900 Teilnehmer sahen unter anderem:
| - Henryk M. Broder (Journalist und Autor) - Thilo Bode (Geschäftsführer der Verbraucherschutzorganisation Foodwatch) - Heidemarie Wieczorek-Zeul (Politikerin (SPD) und ehemalige Bundesministerin für wirtschaftliche Zusammenarbeit und Entwicklung) - Günther Nonnenmacher (Mitherausgeber der FAZ) |

### 23. Heidelberger Symposium (2011)
Das Heidelberger Symposium 2011 mit dem Thema „Achtung, Freiheit!“ fand vom 5. bis zum 7. Mai auf dem Heidelberger Uniplatz statt. Es sollte zunächst unter einer Doppelschirmherrschaft von Martin Walser und Karl-Theodor zu Guttenberg stehen. Letzterer trat jedoch noch während der Vorbereitungszeit des Symposiums mit der Niederlegung sämtlicher politischer Ämter auch von dem des Schirmherren zurück.
Teilgenommen haben unter anderem:
| - Wolfgang Huber (ehemaliger Ratsvorsitzender der evangelischen Kirche in Deutschland) - Peter Schaar (Bundesbeauftragter für den Datenschutz) - Frido Mann (Schriftsteller und Psychologe) - Kurt Biedenkopf (Politiker und ehemaliger Ministerpräsident) - Klaus Ernst (Politiker, Parteivorsitzender der Partei die Linke) - Martin Sonneborn (Journalist, Satiriker und Politiker, MdEP) - Mario Ohoven (Präsident des Bundesverband mittelständische Wirtschaft) - Wolf Singer (Neurophysiologe) |

### 22. Heidelberger Symposium (2010)
Das Heidelberger Symposium 2010 mit dem Thema „Fortschritt – Wohin?“ fand vom 6. bis zum 8. Mai auf dem Heidelberger Uniplatz statt. Die Schirmherrschaft trugen Rainer Brüderle (Bundeswirtschaftsminister) sowie Harald zur Hausen (Nobelpreisträger für Medizin).
Teilgenommen haben unter anderem:
| - Thilo Sarrazin (damals Mitglied im Vorstand der Bundesbank, zuvor Finanzsenator des Landes Berlin) - Harald zur Hausen (Nobelpreisträger für Medizin, Leiter des Deutschen Krebsforschungszentrums, Heidelberg) - Katja Patzel-Mattern (Professorin für Wirtschafts- und Sozialgeschichte, Heidelberg) - Hermann Häring (Professor em. für Wissenschaftstheorie und Theologie, Nijmegen) |

### 21. Heidelberger Symposium (2009)
Das Heidelberger Symposium 2009 mit dem Thema „Glück“ fand vom 7. bis zum 9. Mai auf dem Heidelberger Uniplatz statt und trug den Titel „Glück für Alle!“. Die Schirmherrschaft trugen Ursula von der Leyen (Bundesministerin für Familie, Senioren, Frauen und Jugend) sowie Hans-Gert Pöttering (Präsident des Europäischen Parlaments), teilgenommen haben:
| - Eckart von Hirschhausen (Arzt, Kabarettist und Autor) - Wladimir Kaminer (Schriftsteller, „Russendisko“) - Manfred Lautenschläger (Gründer der MLP AG) - Rudolf Scharping (Bundesverteidigungsminister a. D., Präsident des Bund Deutscher Radfahrer) - Reinhard Bettzuege (deutscher Botschafter, Brüssel) - Lothar Binding (ehem. Sprecher der Arbeitsgruppe „Finanzen“ der SPD-Bundestagsfraktion, MdB) - Mathias Binswanger (Uni St. Gallen, Autor „Die Tretmühlen des Glücks“) - Werner Martin Doyé (Redakteur „Toll!“, ZDF) - Sebastian Harnisch (Politikwissenschaften, Universität Heidelberg) - Karl A. Lamers (stellv. Vorsitzender des Verteidigungsausschusses des Deutschen Bundestages, CDU, MdB) - Gert Weisskirchen (außenpolitischer Sprecher der SPD-Bundestagsfraktion) |

### Bisherige Themen
| - 1989: „Europa ’92“ - 1990: „Ressourcen – Spiel mit Grenzen“ - 1991: „Freiheit – Freizeit – Berufung – Beruf“ - 1992: „Deutschland quo vadis?“ - 1993: „Falsch programmiert?! - Herausforderung Informationsgesellschaft“ - 1994: „Werte – Worthülsen oder Wegweiser?“ - 1995: „Sozialfall Sozialstaat“ - 1996: „Globalisierung – der Schritt in ein neues Zeitalter“ - 1997: „Aus-Gebildet?!“ - 1998: „Im Rausch der Geschwindigkeit – wo steht der Mensch?“ - 1999: „Identität im neuen Jahrtausend“ - 2000: „Zukunft der Medien – Medien der Zukunft“ | - 2001: „GENial ? - Der Mensch von Morgen“ - 2002: „EuroVision – United States of Europe?“ - 2003: „Arbeit im Wandel – Entwicklungsland Deutschland?“ - 2004: „Visions of the World“ - 2005: „Identität in Deutschland“ - 2006: „ANGST – Blockade unserer Gesellschaft?“ - 2007: „Um Gottes Willen – Renaissance Religion?“ - 2008: „Wissen Macht Menschen“ - 2009: „Glück für Alle!“ - 2010: „Fortschritt – Wohin?“ - 2011: „Achtung, Freiheit!“ - 2012: „Mut zur Moral“ - 2013: „überMacht“ - 2014: „Grenzen(los)“ | - 2015: „ZurZeit“ - 2016: „AnTriebe“ - 2017: „VerAntworten“ - 2018: „Gleichgewicht“ - 2019: „von Welten“ - 2020: - - 2021: „Unruhe bewahren“ - 2022: „überLeben“ - 2023: „zeit.los“ - 2024: „AufBruch“ |

### Referenten vor 2009
Zu den Referenten früherer Symposien zählen:
| - Bärbel Bohley (DDR-Bürgerrechtlerin, Gründerin des Neuen Forums) - Ignatz Bubis (Präsident des Zentralrats der Juden in Deutschland) - Ursula Engelen-Kefer (Stellvertretende DGB-Vorsitzende) - Joachim Fest (Mitherausgeber der Frankfurter Allgemeine Zeitung) - Hans-Georg Gadamer (Philosoph) - Hans-Dietrich Genscher (Bundesaußenminister a. D.) - Peter Glotz (Gründungsdirektor der Universität Erfurt) - Alfred Grosser (Professor für Politikwissenschaft, Paris) - Herbert Henzler (Chairman, McKinsey Deutschland) - Regine Hildebrandt (Sozialministerin des Landes Brandenburg) - Paul Kirchhof (Richter des Bundesverfassungsgerichts) - Dieter Kronzucker (Journalist) - Hanna-Renate Laurien (Präsidentin des Abgeordnetenhauses, Berlin) - Ursula Lehr (Bundesfamilienministerin a. D.) - Paul Martin (Chefredakteur der Bild-Zeitung) | - Friedrich Merz (MdB und Rechtsanwalt) - Klaus Naumann (General a. D.) - Franz Nuscheler (Direktor des Institut für Entwicklung und Frieden, Duisburg) - Heinz Riesenhuber (Bundesforschungsminister a. D.) - Christiane Prinzessin zu Salm-Salm (Chefredakteurin von MTV-Deutschland) - Rudolf Scharping (Vorsitzender der SPD-Bundestagsfraktion) - Annette Schavan (Kultusministerin des Landes Baden-Württemberg) - Bernd Schmidbauer (Staatsminister im Kanzleramt) - Hermann Otto Solms (Vorsitzender der FDP-Bundestagsfraktion) - Bernhard Vogel (Ministerpräsident des Landes Thüringen) - Joseph Weizenbaum (Massachusetts Institute of Technology) - Ernst Ulrich von Weizsäcker (Präsident des Wuppertal Institut für Klima, Umwelt, Energie) - Guido Westerwelle (als Generalsekretär der FDP) |